# Паликот, Януш
Я́нуш Ма́риан Пали́кот (пол. Janusz Marian Palikot; род. 26 октября 1964, Билгорай, Люблинское воеводство) — польский предприниматель и политик.

## Биография

### Семья
Мать Паликота, Чеслава, во время Второй мировой войны была заключённой концлагеря Майданек. Отец, Мариан, до 1982 года был членом ПОРП. Вышел из партии после того, как его сын был арестован за оппозиционную деятельность.

### Образование
Начинал обучение на философском факультете Католического университета Люблина, закончил Варшавский университет со степенью магистра философии, итоговая работа «Трансцендентальное единство апперцепции у Канта» (пол. Transcendentalna jedność apercepcji u Kanta). Начал работу в Варшаве в Польской академии наук. По некоторым данным, работает над докторской диссертацией, посвящённой феноменологии Эдмунда Гуссерля.

### Бизнес
В 1990 году создал завод игристых вин «Амбра», в котором одиннадцать лет был председателем правления. После продажи своей доли создал очередное предприятие, с помощью которого управлял заводом спиртных напитков «Польмос Люблин». Продал свою долю в бизнесе в 2006 году. Его имущество оценивается в несколько миллионов злотых. Является собственником частного самолёта.

### Политическая деятельность
В апреле 2005 — июле 2006 гг. издатель католического еженедельника «Озон». Член партии «Гражданская Платформа» (июнь 2005 — 6 октября 2010), депутат польского Сейма (25 сентября 2005 — 6 декабря 2010), член парламентского клуба Гражданской Платформы (25 сентября 2005 — 6 октября 2010), учредитель общества «Современная Польша» (2 октября 2010).
Януш Паликот стал известным депутатом польского парламента. Он несколько раз выступал с речами относительно состояния здоровья тогдашнего президента Польши Леха Качиньского и его мнимого алкоголизма, а также гомосексуальности его брата Ярослава. Оппозиционная партия «Право и справедливость» требовала изгнания Паликота из парламента. Паликот стал неудобным, хотя и популярным членом своей партии. Среди журналистов получил звание «шута польской политики». Некоторые журналисты называют Я. Паликота польским Жириновским.
2 октября 2010 года состоялся «конгресс поддержки Януша Паликота» с участием около 4 тысяч человек. Паликот заявил о создании общества «Современная Польша» как начала новой партии. В программе новой партии присутствуют требования радикального уменьшения влияния епископата католической церкви на польское правительство. По опросам общественного мнения, проведённым в тот период, новая партия могла получить около 4 % голосов избирателей — ниже пятипроцентного минимума, необходимого для вхождения в парламент. Однако за 12 дней до выборов отдельные предвыборные опросы отдавали Движению Паликота до 8,2 % голосов, чего уже было достаточно для попадания в Сейм и характеризовалось СМИ как «рекордная поддержка» для вновь созданной партии.
Поддержку Паликоту обещал Казимеж Куц, который также покинул Гражданскую Платформу (по результатам выборов стал сенатором).
На парламентских выборах 9 октября 2011 года за «Движение Паликота» отдали свои голоса 1 439 490 избирателей, то есть 10,02 % их общего числа принявших участие в выборах. «Движение Паликота» заняло третье место после правящей партии «Гражданская Платформа» (39,18 %) и оппозиционной «Право и Справедливость» (29,89 %), опередив традиционные партии Союз демократических левых сил (8,24 %) и Польскую крестьянскую партию (8,36 %).

## Результаты выборов
| Выборы | Избирательный комитет            | Избирательный комитет                | Орган                              | Результат       |
| ------ | -------------------------------- | ------------------------------------ | ---------------------------------- | --------------- |
| 2005   |                                  | Гражданская платформа                | Сейм Республики Польша V созыва    | 26 275 (6,62%)  |
| 2007   | Сейм Республики Польша VI созыва | Гражданская платформа                | 44 186 (8,81%)                     |                 |
| 2011   |                                  | Движение Паликота                    | Сейм Республики Польша VII созыва  | 94 811 (9,32%)  |
| 2015   |                                  | Избирательный комитет Януша Паликота | Президент Республики Польша        | 211 242 (1,42%) |
| 2015   |                                  | Объединённые левые                   | Сейм Республики Польша VIII созыва | 15 115 (3,10%)  |

## Личная жизнь
Бывшая жена — Мария Новицкая, от которой имеет двоих сыновей: Эмиля и Александра.
От второй жены, Моники Кубат, имеет сына Франтишека и дочь Софью.
В 2008 году стал почётным гражданином города Билгорая. В том же году дублировал роль сэра Бри в мультфильме Охотники на драконов.

## Награды
- Золотой Крест Заслуги (пол. Złoty Krzyż Zasługi) (7 февраля 2000 года) — за заслуги в развитии польской экономики[6].
- Серебряная медаль «За заслуги в культуре Gloria Artis» (19 сентября 2005 года)[7].

## Публикации
- Janusz Palikot, Krzysztof Obłój Myśli o nowoczesnym biznesie 2003, ISBN 83-89405-26-1
- Płoną koty w Biłgoraju Архивная копия от 11 октября 2010 на Wayback Machine (автобиография) 2007, ISBN 978-83-7453-699-8
- Poletko Pana P. 2008, ISBN 978-83-7453-861-9
- Janusz Palikot Pop-polityka, 2009, ISBN 978-83-7453-926-5
- Ja Palikot 2010, ISBN 978-83-7700-001-4
- Kulisy Platformy 2011, ISBN 978-83-7700-026-7